# Nucleolina
Nucleolina is een geslacht van uitgestorven kreeftachtigen uit de klasse van de Ostracoda (mosselkreeftjes).

## Soorten
- Nucleolina costulata Duru & Goekcen, 1985 †
- Nucleolina dadayana (Mehes, 1941) Guernet, 1988 †
- Nucleolina diluta Al-Furaih, 1980 †
- Nucleolina multicostata (Deltel, 1963) Soenmez-Goekcen, 1973 †
- Nucleolina quadrata Babinot & Rodriguez-lazaro, 1990 †
- Nucleolina tenuiornata Deroo, 1966 †
- Nucleolina zihorica Honigstein & Rosenfeld, 1986 †